# Franz Seraph von Stadion
Franz Seraph von Stadion (Vienna, 1806 – Vienna, 1853) è stato un politico austriaco, figlio di Johann Philipp Karl Joseph von Stadion.
Fece parte, nel 1848, del governo austriaco con la carica di Ministro dell'interno.